# Svens Kuzmins
Svens Kuzmins (ur. 7 października 1985 w Rzeżycy) – łotewski pisarz, artysta i aktor.

## Życiorys
Studiował malarstwo na Akademii Sztuk Pięknych w Rydze oraz na Manchester Metropolitan University. Zajmuje się prozą, krytyką i dziennikarstwem, choć także eksperymentuje z łączeniem sztuk wizualnych z literaturą oraz angażuje się w działania teatralne. Zadebiutował w 2016 roku zbiorem opowiadań pt. Pilsētas šamaņi, które uzupełnił własnymi grafikami. Dzieło zyskało nominację do Łotewskiej Nagrody Literackiej oraz wyróżnienie przyznawane przed dom pisarzy i tłumaczy w Windawie. Jego pierwsza powieść Chochma (2019) została nominowana do Europejskiej Nagrody Literackiej, a następna powieść, Dizažio, została wyróżniona Łotewską Nagrodą Literacką. Jego utwory, oprócz polskiego, przełożono na język angielski, hiszpański, rosyjski, słoweński, litewski i estoński.

## Twórczość
- Pilsētas šamaņi, 2016
- Hohma, 2019, wyd. pol.: Chochma. Agnieszka Smarzewska (tłum.). Marpress, 2022. ISBN 978-83-7528-295-5. Brak numerów stron w książce
- Dizažio, 2021[1]